# Наметник фіолетовий
Наметник фіолетовий (Ptilonorhynchus violaceus) — вид горобцеподібних птахів родини наметникових (Ptilonorhynchidae). Проживає в дощових тропічних лісах Східної Австралії від південного Квінсленда до Вікторії. В період гніздування самець будує курінь, який прикрашає різними блискучими речами.

## Описання

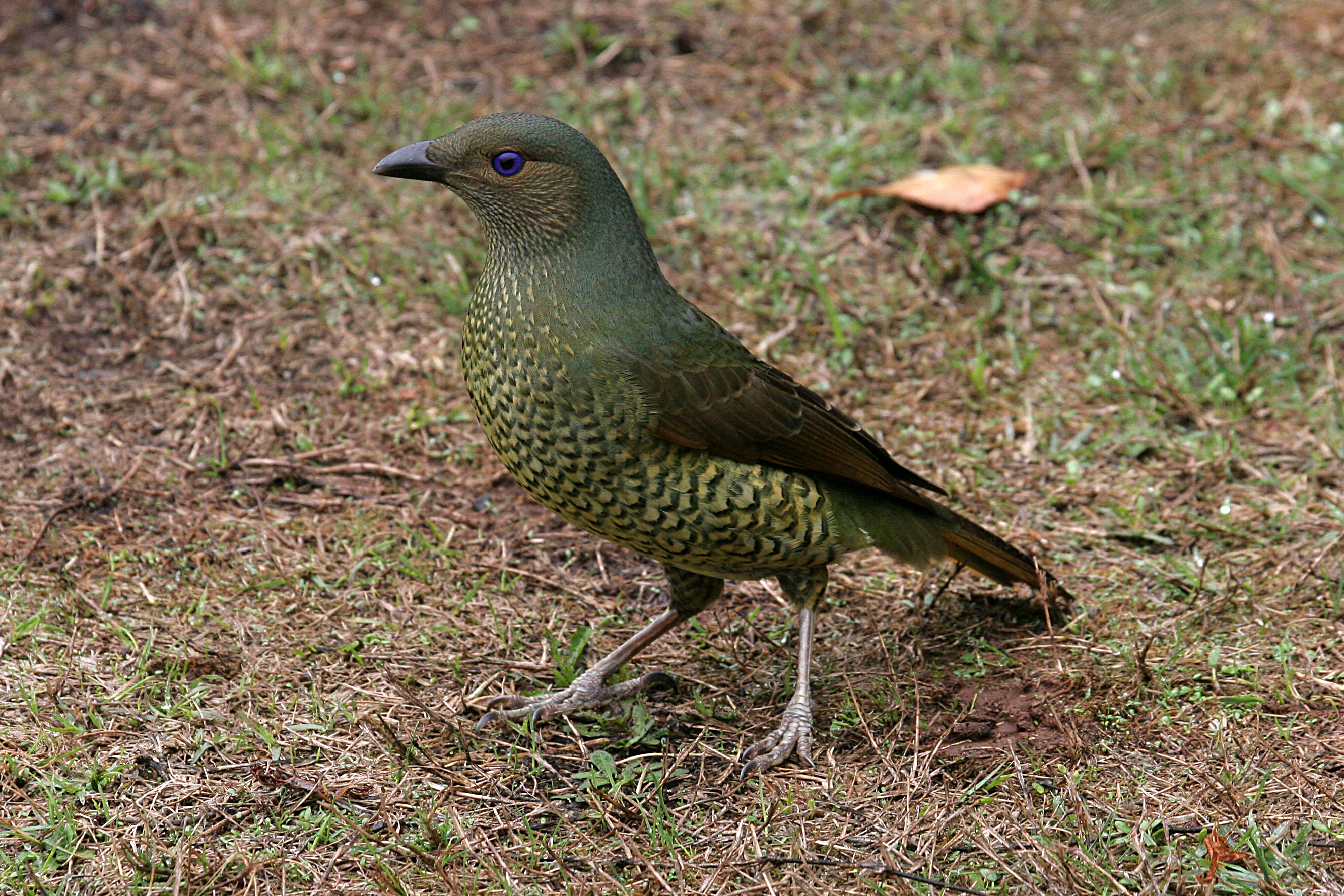
Самиця

Довжина досягає майже 36 см, довжина крила 18 см, хвоста — 12 см. Дзьоб птаха сильний і його верхня половинка досить сильно округлена, зігнута над нижньою половинкою у вигляді невеликого гачка і перед кінцем забезпечена двома неглибокими виямками. Нижня щелепа ледь зігнута. Ноги високі, тонкі і короткопалі. Самці і самки значно відрізняються за кольором опірення. У самців воно блискуче і атласне, синювато-чорного кольору.